# The Good Son (album)
The Good Son is een muziekalbum van Nick Cave and the Bad Seeds uit 1990, uitgebracht op het label Mute Records.  Het is het zesde album van de groep.
Het album werd opgenomen in de Cardan Studios in São Paulo, Brazilië in oktober 1989.  De mixing gebeurde door de bekende producer Flood in de Tritonus in Berlijn in november en december 1989.  

## Tracks
- Foi Na Cruz (Nick Cave)
- The Good Son (Cave)
- Sorrow's Child (Cave)
- The Weeping Song (Cave)
- The Ship Song (Cave)
- The Hammer Song (Cave)
- Lament (Cave)
- The Witness Song (Cave)
- Lucy (Cave, Bargeld, Roland Wolf)

## Muzikanten
- Nick Cave
- Mick Harvey
- Blixa Bargeld
- Kid Congo Powers
- Thomas Wydler